# Göran Gellerstam
Knut Svante Göran Gellerstam, född 18 februari 1940 i Göteborg, död 30 september 2024 i Lund, var en svensk teolog och biblioteksman. 

## Biografi
Gellerstam föddes i en prästfamilj som yngst av sex syskon. Under sin tid vid Hvitfeldtska gymnasiet i Göteborg var han spexare och sångare i dubbelkvartetten Sleipner. Vid Lunds universitet studerade han teologi och blev teologie kandidat 1965 och disputerade för teologie doktorsgrad 1971 på avhandlingen  Från fattigvård till församlingsvård – utvecklingslinjer inom fattigvård och diakoni i Sverige 1871–omkring 1895. Han verkade i många år vid teologiska fakulteten som universitetslektor men även som studierektor. År 1975 engagerades Gellerstam på utbildningssektionen vid universitetetsförvaltningen och blev avdelningsdirektör 1979.
Åren 1988–2001 var Gellerstam överbibliotekarie vid Lunds universitetsbibliotek, bland annat under den period då biblioteket förändrades från ett bokfokuserat centralbibliotek till att bli en del av ett biblioteksnätverk närmare forskning och undervisning. Gellerstam var anlitad för utredningsuppdrag nationellt och internationellt. Han ledde bland annat arbetet med en av statens offentliga utredningar En kreativ studiemiljö – Högskolebiblioteket som pedagogisk resurs och genomförde förstudien Kvalitetsutveckling och kvalitetsmodeller för högskolans bibliotek för Högskoleverket.
I antologierna Här får intet arbete utföras – Universitetsbiblioteket 100 år på Helgonabacken och Från centralbibliotek till nätverk: Lunds universitets bibliotek har Gellerstam beskrivit universitetsbibliotekets utveckling.